# Johan Vonlanthen
Johan Vonlanthen Benavídez (Santa Marta, 1 de fevereiro de 1986) é um ex-futebolista colombiano naturalizado suíço.

## Biografia
Mais jovem jogador a marcar em uma Eurocopa, com seu gol sobre a Seleção Francesa na Euro 2004, Vonlanthen adquiriu a cidadania suíça por ser enteado de um suíço - curiosamente, assim como Johan Djourou, um dos primeiros negros a defender a equipe helvética.
Vonlanthen foi convocado à Copa do Mundo de 2006, mas lesionou-se e teve de ser cortado, substituído por Hakan Yakın. Foi convocado para sua segunda Eurocopa, na edição de 2008 da competição, co-sediada na Suíça. Seu último clube foi o Itagüí, da Colômbia.

## Aposentadoria
No dia 30 de Maio de 2012, com apenas 26 anos, Volanthen anunciou a sua aposentadoria do futebol. Segundo o próprio, ele não estava preparado para ser submetido a uma operação no joelho.